# Zespół pałacowo-ogrodowy w Siedlcach
Pałac w Siedlcach - zabytkowy pałac w zespole pałacowo-ogrodowy w mieście Siedlce.
Murowany pałac został wybudowany przez Kazimierza Czartoryskiego przed rokiem 1730. Powstał na miejscu dworów drewnianych, o których była wzmianka w 1698 roku. W latach 1769–1770 gruntowny remont pałacu przeprowadził Michał Fryderyk Czartoryski, syn Kazimierza.
W 1775 Aleksandra Ogińska odziedziczyła po ojcu Michale, pałac wraz z dobrami siedleckimi. W latach 1779–1781 przebudowała ona pałac według planów Stanisława Zawadzkiego. W centralnej części została dobudowana górna kondygnacja wraz z nową elewacją frontową. Po bokach dobudowano dwa skrzydła poprzeczne. Całość budynku nabrała charakteru klasycznego. Była to pierwsza na ziemiach polskich budowla zawierająca motyw portyku kolumnowego.
W pałacu 20 lipca 1783 i ponownie w 1793 gościł bliski jej krewny, król Stanisław August Poniatowski. Po swojej pierwszej wizycie król August skorygował plany górnych apartamentów, co było związane z niedogodnościami, jakich doznał. Gościem był również Tadeusz Kościuszko. W salach pałacu tworzyli poeci oświecenia: Franciszek Karpiński, Julian Ursyn Niemcewicz, Franciszek Dionizy Kniaźnin.
Od 1774 Aleksandra zaczęła wystawić w pałacu sztuki teatralne. Jedną z pierwszych sztuk był „Pigmalion” według J.J. Rousseau. Po raz pierwszy w Polsce zaprezentowano w formie scenicznej folklor cygański w operze komicznej Franciszka Kniaźnina pt. „Cyganie” z muzyką jej męża Michała Kazimierza Ogińskiego. W pałacu odbywały się również festyny dworskie, wieczory poetyckie i koncerty. Widowiska te uświetniały okolicznościowe uroczystości.
W narożniku dziedzińca przed pałacem powstał portal sceniczny. W 1783 Aleksandra przebiła ul. Pałacową (obecnie ul. Kościuszki) ułatwiającą komunikację z rynkiem i kościołem parafialnym.
Po śmierci Aleksandry Ogińskiej w 1798 właścicielem stała się Izabela Czartoryska, która wymieniła dobra siedleckie na dobra rządowe na Lubelszczyźnie. W związku z tym od 1804 Siedlce stały się miastem rządowym, a pałac obiektem użyteczności publicznej. Do 1912 był siedzibą władz guberni, w 1915 był ewakuowanej z Wilna Dyrekcji Kolei, od 1921 Kurii Biskupiej, w latach 1924–1939 Gimnazjum Biskupiego, 1939–1944 niemieckiego Wermachtu, od 1950 miejscowych władz.
W 1944 podczas II wojny światowej pałac został spalony. Odbudowano go w 1950 przekształcając wnętrza pod względem użytecznym. W 1953 postawiono przed pałacem pomnik w kształcie sarkofagu, pamięci tym, którzy polegli w walkach o wyzwolenie w latach 1939–1945. W 1960 pałac przeszedł remont.
Od 2006 użytkownikiem pałacu jest Uniwersytet Przyrodniczo-Humanistyczny w Siedlcach (przed 1 października 2010 uczelnia nosiła nazwę Akademia Podlaska w Siedlcach).

## Oficyna pałacowa
Wybudowana w II połowie XVIII, przebudowana w XIX dwukondygnacyjna o dwóch prostopadłych skrzydłach.

## Pawilon ogrodowy
Zbudowany w II połowie XVIII na planie ośmioboku w stylu gotyku romantycznego.

## Park miejski Aleksandria

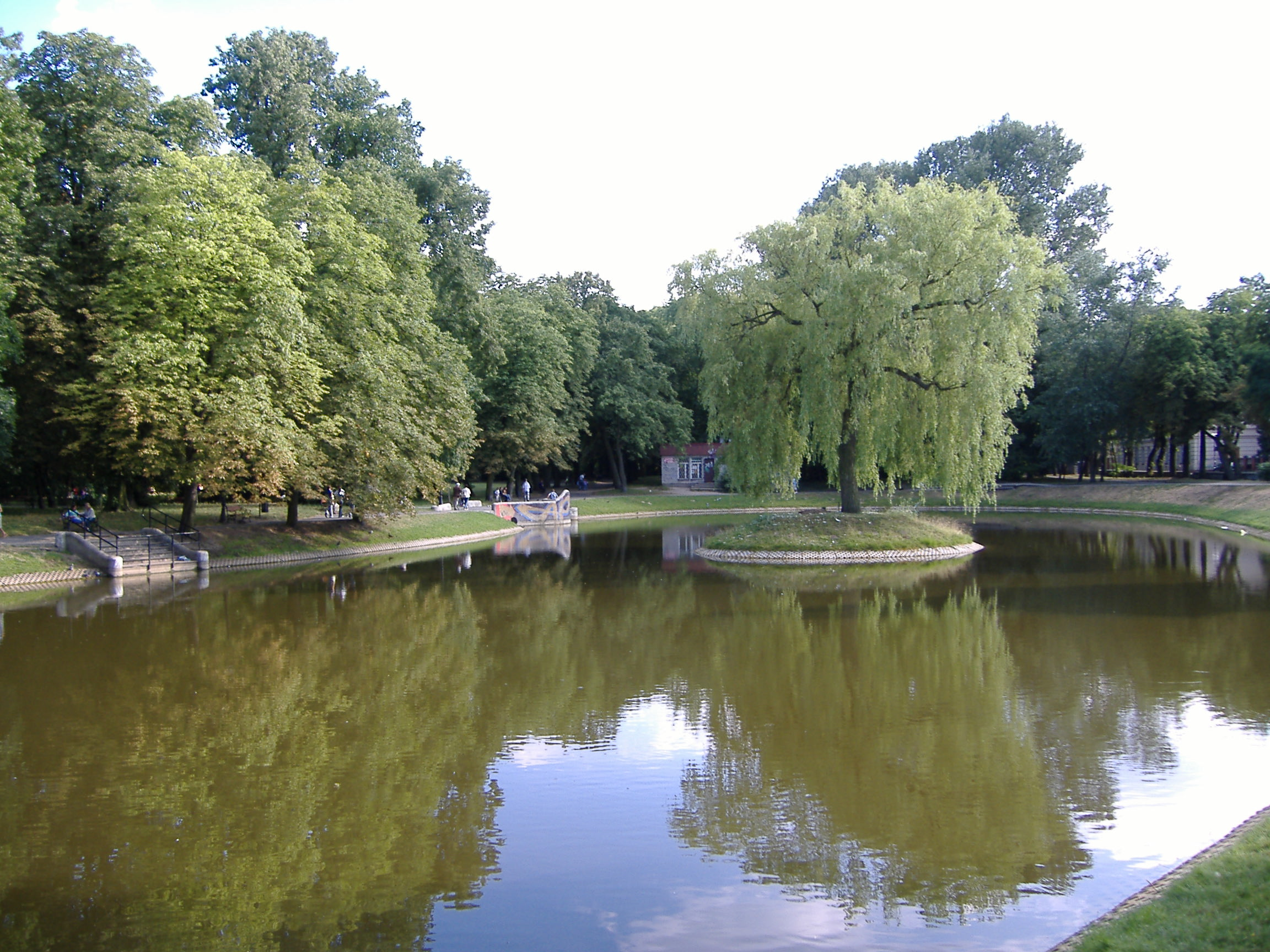
Staw w parku

Dawniej zwany Aleksandrowem, obecnie Aleksandria. Założony w I poł. XVIII w formie parku „włoskiego”. Gdy właścicielami miasta stali się Czartoryscy, Aleksandra Ogińska zmieniła wygląd parku na sentymentalny według projektu Franciszka Salezego Sarnowskiego. Przed wizytą króla Stanisława Poniatowskiego w lipcu 1783, w parku powstały upiększające obiekty. Wyspy były otoczone kanałami, którymi pływano łodziami. Jedne z ważniejszych budowli (których było ponad trzydzieści) to:
- domki mieszkalne księżnej
- altany
- łazienki
- domek rybacki
- meczet turecki
- oranżeria
- stajenka
- wiatrak
- sztuczne groty
- teatr letni

Powiększony przez Aleksandrę Ogińską o część północno-zachodnią i wschodnią. W części wschodniej utworzyła ogród krajobrazowy zwany Aleksandrią. W XIX wprowadzono zmianę układu alei.
Park wydzierżawiono osobom prywatnym od ok. 1840. Następnie park przeszedł na własność miasta. W latach 1869–1909 południową i zachodnią część parku ograniczono żelaznym płotem, a od północnej – murowanym parkanem. Miejski Komitet Krzewienia Trzeźwości Publicznej organizował imprezy w parku, jak też opiekował się jadłodajnią i herbaciarnią.
Podczas II wojny światowej Niemcy rozebrali większość budowli w parku, m.in. teatr letni, restaurację i estradę. Obecnie park w niewielkim stopniu przypomina swoją świetność z przeszłości. Jest znacznie mniejszy, bez dawnego układu alejek i kanałów. O długiej historii parku przypominają ponad dwustuletnie drzewa, z których niektóre są uznane za pomniki przyrody.